# Johanna Hofer

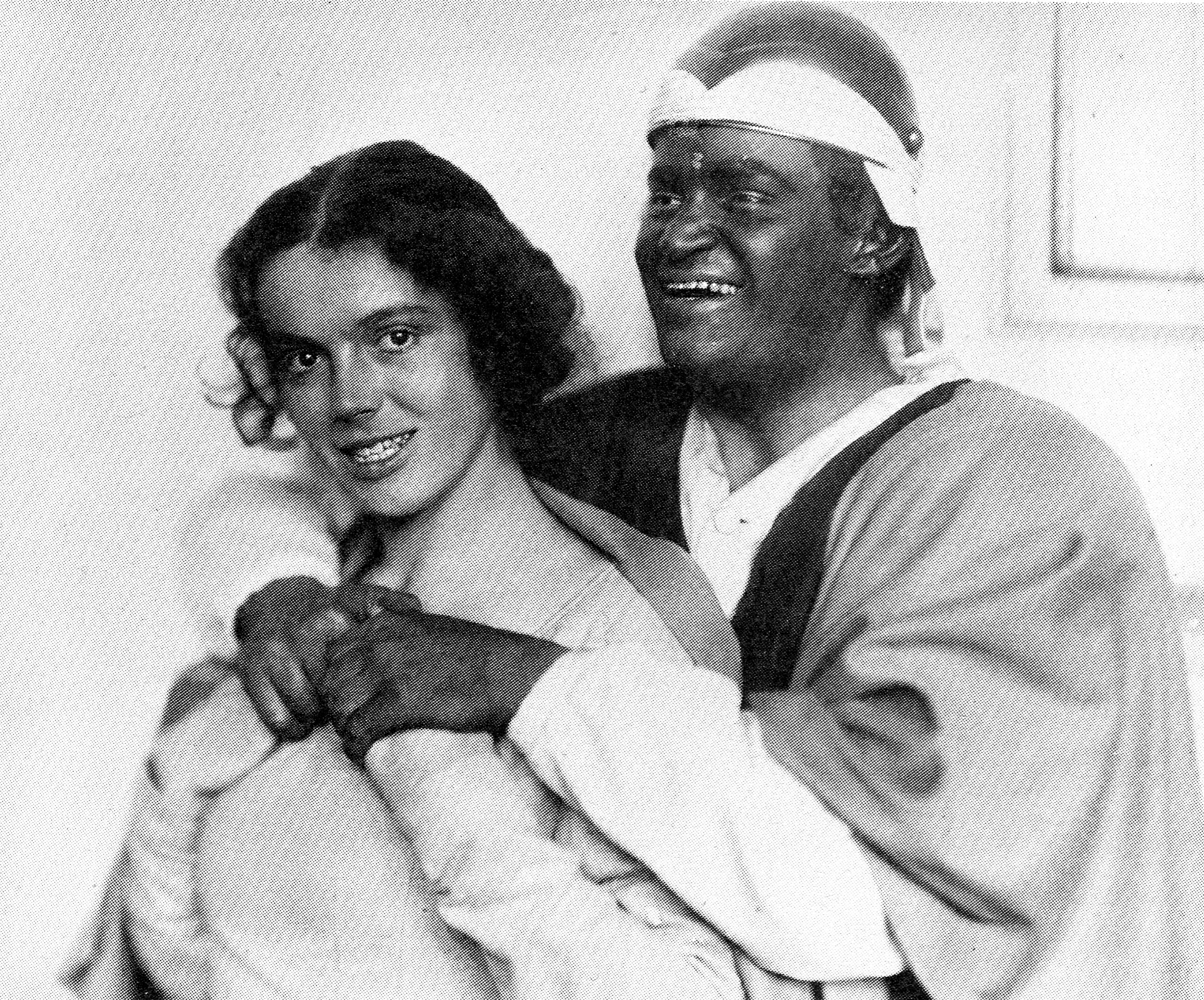
Johanna Hofer und Fritz Kortner in Othello (1921)

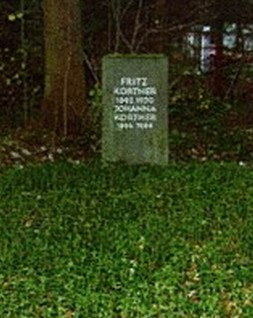
Grabstätte von Johanna Hofer

Johanna Hofer, gebürtig Johanna Therese Stern (* 30. Juli 1896 in Charlottenburg bei Berlin; † 30. Juni 1988 in München), war eine deutsche Schauspielerin.

## Leben
Hofer wurde als Tochter des Ingenieurs Georg Stern und seiner Ehefrau Lisbeth, geb. Schmidt, der jüngeren Schwester der Künstlerin Käthe Kollwitz  geboren. Ihre Schwestern sind die Schauspielerinnen Regula Keller und Maria Matray und die Tänzerin Katta Sterna. Noch als Schauspielschülerin spielte Johanna Hofer unter Max Reinhardt am Deutschen Theater in Berlin. 1915 bis 1917 war sie Mitglied des Schauspiels Frankfurt am Main, wirkte an Produktionen Leopold Jessners für die Berliner Staatlichen Schauspiele mit und lernte dort Fritz Kortner kennen, den sie (nach ihrer 1919 geschlossenen und 1921 geschiedenen Ehe mit John Brahm) 1924 heiratete. Nach der Geburt ihrer Kinder 1924 und 1929 zog sie sich vorübergehend von der Bühne zurück.
Nach Attacken der Nationalsozialisten gegen Kortner emigrierte sie 1932 und kam über die Schweiz, Österreich und England 1938 in die USA. Hofer lebte zunächst in New York, seit 1941 in Los Angeles und trat unter anderem in dem Flüchtlingsdrama Another Sun (1940), in Kinofilmen sowie bei Veranstaltungen des Jewish Club auf.
1948 kehrte sie nach Berlin zurück und lebte später in München. Sie spielte unter anderem an den Münchner Kammerspielen (Gräfin Ostenburg in Das Dunkel ist Licht genug, 1955), am Berliner Schillertheater und an der Schaubühne am Halleschen Ufer. Nach Kortners Tod arbeitete sie weiter intensiv auf Bühnen und im Fernsehen in großen Rollen. Mit ihren Rollen in den Serien Derrick, Der Alte und Die Pawlaks wurde sie einem breiten Publikum bekannt.
Sie ruht auf dem Neuen Teil des Münchner Waldfriedhofes (Grab-Nr. 246-W-23) neben ihrem Gatten.

## Filmografie
- 1926: Die Schwester vom Roten Kreuz
- 1927: Die Ausgestoßenen
- 1943: Gefährliche Flitterwochen (Above Suspicion)
- 1943: Hitler’s Madman
- 1945: Hotel Berlin
- 1949: Der Ruf
- 1951: Der Verlorene
- 1952: Toxi
- 1956: Vor Sonnenuntergang
- 1957: Die große Chance
- 1957: In einem anderen Land (A Farewell to Arms)
- 1958: Die Alkestiade
- 1958: Ein Lied geht um die Welt
- 1959: Der Rebell von Samara (Il vendicatore)
- 1960: Waldhausstraße 20
- 1966: Nach Damaskus
- 1972: Finito l’amor
- 1972: Altersheim
- 1973: Ein Fall für Männdli – Madonna mit Mantel
- 1973: Im Reservat
- 1973: Der Fußgänger
- 1974: Silverson
- 1975: Memento Mori
- 1976: Seniorenschweiz
- 1976: Ich will doch nur, daß ihr mich liebt
- 1976: Derrick  –  Kein schöner Sonntag
- 1977: Auf dem Chimborazo
- 1977: Rückfälle
- 1978: Marija
- 1979: Max und Traudl
- 1979: Beate S. (Mehrteiler)
- 1980: Groß und Klein
- 1981: Possession
- 1982: Die Sehnsucht der Veronika Voss
- 1982: Die Pawlaks – Eine Geschichte aus dem Ruhrgebiet (Serie)
- 1984: Drei Schwestern

## Hörspiele
- 1953: Max Frisch: Herr Biedermann und die Brandstifter. Rolle: Frau Biedermann, Regie: Friedrich Sauer, Produktion: Bayerischer Rundfunk.
- 1954: Günter Eich: Beatrice und Juana. Rolle: Die Gräfin, Regie: Gert Westphal, Produktion: BR/RB/SWF.
- 1960: Jakob Wassermann: Der Fall Maurizius. Rolle: Sophia von Andergast, Regie: Ulrich Lauterbach, Produktion: Hessischer Rundfunk.
- 1982: Paul Mommertz: Hamsun. Rolle: Marie, Regie: Ernst Wendt, Produktion: Bayerischer Rundfunk.
- 1983: Peter Weiss, Der neue Prozess. Regie: Ulrich Gerhardt, Produktion: SFB/HR/SWF.

## Auszeichnungen
- 1974 Grimme-Preis für ihre Darstellung in „Im Reservat“[4]